# Bézoutova lema
Bézoutova lema ili Bézoutov identitet je jedan od najvažnijih rezultata u elementarnoj teoriji brojeva.  Lema tvrdi:
Neka su {\displaystyle a,b} cijeli brojevi i neka je {\displaystyle d} najveća zajednička mjera brojeva  {\displaystyle a,b.} Tada postoje {\displaystyle x,y\in \mathbb {Z} } takvi da je {\displaystyle ax+by=d.} Uz to, vrijedi {\displaystyle d=M(a,b).}
Iako se lema zove po francuskom matematičaru Étienne Bézoutu (1730. – 1783.), ovu je tvrdnju u svom radu ranije iskazao drugi francuski matematičar, Claude Gaspard Bachet de Méziriac (1581. – 1638.).

## Dokaz
Promotrimo skup {\displaystyle S=\{ax+by\ |\ x,y\in \mathbb {Z} ,ax+by>0\}.} Uočimo da su {\displaystyle a,b\in S.} Dakle, {\displaystyle S} nije neprazan skup. Prema svojstvu dobre uređenosti prirodnih brojeva postoji najmanji element skupa {\displaystyle S.} Prema tome, neka je {\displaystyle d} najmanji član od {\displaystyle S.} To znači da ga možemo zapisati kao
{\displaystyle d=ak+bl,\ \ k,l\in \mathbb {Z} .} (1)
Dokaz ćemo da {\displaystyle d\mid a,d\mid b,} ali i da je {\displaystyle d=M(a,b).} Pretpostavimo bez smanjenja općenitosti (BSO) da {\displaystyle d\nmid a.} Prema teoremu o dijeljenju s ostatkom možemo pisati {\displaystyle a=dq+r,\ q\in \mathbb {Z} ,\ r=\{1,2,...,d-1\}.} Dobivamo {\displaystyle r=a-dq.} Koristeći (1) dobivamo {\displaystyle r=a(1-kq)+b(-ql),} što znači {\displaystyle r\in S}. No, {\displaystyle 0<r<d,} što je kontradikcija jer je {\displaystyle d=\min S.} Dakle, {\displaystyle d\mid a} i analogno {\displaystyle d\mid b.}
Još valja dokazati da je {\displaystyle d=M(a,b).} Pretpostavimo da 
{\displaystyle c\mid a,b} i BSO {\displaystyle c>0.} Dakle 
vrijedi {\displaystyle a=cs,b=ct,s,t\in \mathbb {N} .} Znamo da je {\displaystyle d=ka+lb} pa je preko gornjih jednakosti {\displaystyle d=c(ks+lt).} Vidimo da {\displaystyle c\mid d} pa je zaista {\displaystyle d=M(a,b)} čime je lema dokazana.
Dokaz je moguće zorno pokazati i primjenom Euklidovog algoritma.

### Uvjet relativne prostosti
Iz dokaza se vidi da kada je {\displaystyle ax+by=1} slijedi {\displaystyle M(a,b)=1} i obrnuto, kada su {\displaystyle a,b} relativno prosti mora biti
{\displaystyle ax+by=1} za neke 
{\displaystyle x,y\in \mathbb {Z} .}

## Vanjske poveznice
- Bézoutova lema na Mathworldu (engl.)
- Kalkulator x i y prema Bézoutovoj lemi (engl.)